# دوري شمعون
دوري كميل شمعون (8 نوفمبر 1931 - ) ولد في دير القمر، سياسي لبناني ماروني، يترأس منذ 1990 حزب الوطنيين الأحرار الذي أسسه والده الرئيس كميل شمعون سنة 1958 وذلك بعد اغتيال أخيه داني. شغل منصب أمين السر العام للحزب بين 1975 و1984. انتخب رئيسًا لبلدية دير القمر سنة 1998 واستمر به إلى استقالته منه في عام 2008. يعتبر من أشد المناهضين للوجود السوري في لبنان، ومن أكبر منتقدي ميشال عون بعد أن كان طوال فترة ما أطلق عليه الوصاية السورية من مؤيديه. انتخب في عام 2009 نائبًا عن المقعد الماروني في دائرة الشوف.